# 陳獻策 (萬曆甲午舉人)
陳獻策（16世紀—17世紀），河南南陽府裕州舞陽縣人，明朝政治人物。

## 生平
陳獻策為人注重品行、非常孝友，博覽群書、精於吏治，萬曆二十二年（1594年）甲午科河南鄉試舉人，授順德同知，陞雷州知府，能愛士撫民，人稱循吏，管束下屬不敢濫受訴訟，地方肅然，在任內去世，雷州人感激他為其建祠。

## 引用
1. 1 2  道光《舞陽縣志·卷九·人物志》：陳獻策，萬厯甲午舉人，厯任雷州府知府，為人敦行誼、力孝友，博覽經史、精於吏治，雷民感佩不忘。
2. ↑  嘉慶《雷州府志·卷十·名宦志》：陳獻策，河南舞陽人，舉人，萬歷三十八年知府事，愛士撫民，卓稱循吏，箝束僚屬不敢濫受民詞，地方肅然，卒於官，士民為建祠。